# Karel III de Dikke
Karel de Dikke (13 juni 839 — Neudingen, 13 januari 888), was (als Karel III) koning van Oost-Francië en later (als Karel II) ook koning van West-Francië. Daarmee was hij de laatste heerser over het gehele Frankische Rijk. Ook werd hij gekroond tot keizer van het Roomse Rijk.
Hij was de derde zoon van Lodewijk de Duitser en van Emma van Oost-Francië. Hij had vier zussen en twee oudere broers Karloman en Lodewijk de Jonge.
Na de dood van hun vader in 876 werd Oost-Francië onder de drie broers verdeeld: Karel werd graaf van Zwaben.
In 880 stierf zijn broer Karloman van Beieren waarbij deze alleen een volwassen bastaardzoon, Arnulf, achterliet. Karel werd tevens hertog van Beieren en koning van Italië.
Op 12 februari 881 werd hij door paus Johannes VIII tot keizer gezalfd van het Heilige Roomse Rijk.
Zijn broer Lodewijk III de Jonge overleed in 882, en liet alleen een dochter na en zo werd Karel III koning van heel Oost-Francië.
In 884 stierf de zestienjarige Westfrankische koning Karloman. Op verzoek van de edelen werd keizer Karel de Dikke ook koning van West-Francië (Frankrijk). Het Karolingische Rijk was weer even herenigd, maar in het West-Frankische koninkrijk regeerde hij nooit persoonlijk en liet de facto de grote beslissingen over aan de lokale adel.
Gebrek aan leiderschap en politiek inzicht alsook een ondermijnende ziekte brachten Karel III al snel in diskrediet. Hij slaagde er niet in de Noormannen buiten zijn rijksgrenzen te houden en werd in 887 afgezet. In Oost-Francië werd Arnulf van Karinthië tot koning verheven. In West-Francië werd de wettige opvolger Karel de Eenvoudige te jong en te zwak bevonden en zo werd een niet-Karolinger, graaf Odo van Parijs, tot koning gezalfd.
Op 13 januari 888, kort na zijn afzetting, overleed Karel III te Neudingen (nabij Donaueschingen) aan de Donau. Hij werd begraven in de abdij van Reichenau.
Zijn huwelijk met Richardis van Zwaben (dochter van een Elzasser graaf) was kinderloos gebleven, zodat hij geen wettige erfgenaam naliet. Hij had enkel een bastaardzoon Bernard, geboren uit een relatie met een onbekende vrouw. Deze overleed echter al in zijn tienerjaren.

## Voorouders
| Voorouders van Karel III de Dikke | Voorouders van Karel III de Dikke                                 | Voorouders van Karel III de Dikke                                 | Voorouders van Karel III de Dikke                                 | Voorouders van Karel III de Dikke                                 | Voorouders van Karel III de Dikke                       | Voorouders van Karel III de Dikke                       | Voorouders van Karel III de Dikke                       | Voorouders van Karel III de Dikke                       |
| --------------------------------- | ----------------------------------------------------------------- | ----------------------------------------------------------------- | ----------------------------------------------------------------- | ----------------------------------------------------------------- | ------------------------------------------------------- | ------------------------------------------------------- | ------------------------------------------------------- | ------------------------------------------------------- |
| Overgrootouders                   | Karel de Grote (747-814) ∞ Hildegard (758-783)                    | Karel de Grote (747-814) ∞ Hildegard (758-783)                    | Ingram van de Haspengouw (744-) ∞ Rotrud (-)                      | Ingram van de Haspengouw (744-) ∞ Rotrud (-)                      | Rothard van de Argengau (725–771) ∞ Ermenane (-)        | Rothard van de Argengau (725–771) ∞ Ermenane (-)        | Isanbarth (–) ∞ Theodrada (-)                           | Isanbarth (–) ∞ Theodrada (-)                           |
| Grootouders                       | Lodewijk de Vrome (778-840) ∞ Ermengarde van Haspengouw (778-818) | Lodewijk de Vrome (778-840) ∞ Ermengarde van Haspengouw (778-818) | Lodewijk de Vrome (778-840) ∞ Ermengarde van Haspengouw (778-818) | Lodewijk de Vrome (778-840) ∞ Ermengarde van Haspengouw (778-818) | Welf van Altdorf (744-) ∞ Eigilwich (-)                 | Welf van Altdorf (744-) ∞ Eigilwich (-)                 | Welf van Altdorf (744-) ∞ Eigilwich (-)                 | Welf van Altdorf (744-) ∞ Eigilwich (-)                 |
| Ouders                            | Lodewijk de Duitser (806-876) ∞ Emma (zalige) (808-876)           | Lodewijk de Duitser (806-876) ∞ Emma (zalige) (808-876)           | Lodewijk de Duitser (806-876) ∞ Emma (zalige) (808-876)           | Lodewijk de Duitser (806-876) ∞ Emma (zalige) (808-876)           | Lodewijk de Duitser (806-876) ∞ Emma (zalige) (808-876) | Lodewijk de Duitser (806-876) ∞ Emma (zalige) (808-876) | Lodewijk de Duitser (806-876) ∞ Emma (zalige) (808-876) | Lodewijk de Duitser (806-876) ∞ Emma (zalige) (808-876) |
| Karel III de Dikke (839-888)      |                                                                   |                                                                   |                                                                   |                                                                   |                                                         |                                                         |                                                         |                                                         |

vet = keizer · cursief = tegenkoning · 1 = medekoning (in een deelrijk) · 2 = afkomstig uit een andere dynastie